# 米兰·阿尔布雷赫特
米兰·阿尔布雷赫特（1950年7月16日—），斯洛伐克男子足球运动员，司职前锋。他曾代表捷克斯洛伐克国家队参加1970年国际足联世界杯，结果队伍止步小组赛阶段。